# Jeremy Camp
Jeremy Camp (nascido Jeremy Thomas Camp, Lafayette, Indiana, 12 de janeiro de 1978)  é um cantor norte-americano de rock cristão.

## Biografia
Ele estudou teologia no Calvary Chapel Bible College em Murrieta, Califórnia, e se formou. Após seus estudos, foi ordenado pastor.  Durante este período de sua vida, ele liderava o louvor em diferentes igrejas e reuniões de jovens que aconteciam ao redor da Califórnia. Foi em uma dessas reuniões que ele conheceu Melissa.  Apenas seis meses depois que Jeremy e Melissa estavam juntos, ela obteve um diagnóstico de câncer. Enquanto ela já parecia conformada com a morte, Jeremy prometeu que caso ela se curasse, se casaria com ela. Enquanto Melissa e Camp estavam na lua de mel, o câncer começou a voltar e assim que eles haviam retornado para casa, eles descobriram que Melissa teria apenas alguns meses de vida. Durante os meses em que Camp passou com Melissa no quarto do hospital, tocava músicas para ela, no que foi aperfeiçoando musicalmente, enquanto foi reafirmando suas convicções religiosas.
Enquanto estava em sua lua de mel, Camp havia escrito uma canção que se encontra em seu primeiro CD, “Walk By Faith”. Logo depois da morte de Melissa, Jeremy escreveu outra canção que virou número 1 nas radios americanas, “I Still Believe” (Eu Ainda Acredito), sobre os problemas que enfrentou durante a doença e morte de sua esposa.
O desejo de Melissa foi realizado quando o álbum de Jeremy Camp saiu nas lojas, e quando ele saiu para a turnê. Durante suas viagens, Camp teve a oportunidade de compartilhar a sua história com muitas outras pessoas que estavam passando por dificuldades similares a dele. Recentemente ele gravou a canção I Am Willing para a trilha sonora do desenho The Ten Commandments.

### Carreira
Seu primeiro álbum independente "Burden Me" foi lançado em 2000.  Em 2002, ele produziu seu primeiro álbum de gravadora "Stay" com BEC Recordings.
Todos os álbuns chegaram a número 1 nas rádios americanas e até hoje ele ainda relata sua história e afirma que Deus permaneceu com ele,e atualmente é um dos cantores gospel mais conhecidos mundialmente.

## Vida pessoal
Jeremy Camp é casado com Adrienne Leisching (ex-líder da banda Benjamin Gate), e tem três filhos com ela: Isabella Rose, Arianne Mae e Egan Thomas Camp.

## Cinebiografia
- Ver artigo principal: I Still Believe (filme)

Em março de 2020 foi lançado I Still Believe, filme baseado na vida de Camp e de sua primeira esposa, Melissa Lynn Henning-Camp, que foi diagnosticada com câncer ovariano pouco antes de se casar. O filme dramatiza os anos de faculdade de Camp, a perda de sua primeira esposa, sua ascensão como cantor conhecido e, eventualmente, o encontro com sua segunda esposa, Adrienne. A música de Camp, "I Still Believe", é tema do filme. O ator neozelandês KJ Apa (da série de televisão Riverdale), foi anunciado como a estrela do filme, interpretando Camp e a atriz Britt Robertson interpretando Melissa, primeira esposa de Camp. Já Abigail Cowen fez uma aparição no filme interpretando Adrienne, a atual esposa de Camp.

## Discografia
Álbuns de estúdio
- 2000 - Burden Me
- 2002 - Stay
- 2004 - Carried Me: The Worship Project
- 2004 - Restored
- 2004 - Restored: Deluxe Gold Edition
- 2005 - Live Unplugged
- 2006 - Beyond Measure
- 2006 - Beyond Measure Special Edition
- 2008 - Speaking Louder Than Before
- 2009 - Jeremy Camp Live
- 2010 - We Cry Out: The Worship Project
- 2010 - We Cry Out: The Worship Project - Deluxe Edition
- 2012 - I Still Believe: The Number Ones Collection
- 2012 - Christimas - God With Us
- 2013 - Reckless
- 2015 - I Will Follow
- 2015 - I Will Follow - Deluxe Edition
- 2017 - The Answer
- 2019 - The Story's Not Over
- 2021 - When You Speak

## DVD
- Speaking Louder Than Before (2008)
- Live Unplugged (2005)

## Contribuições para compilações
- Rock Of Ages: Rock Worship Hits (2010) - "You're Worthy Of My Praise"
- Song DISCovery Vol. 88 (2010) - "We Cry Out"
- Christmas Is All Around Us (2010) - "Christ Is Come"
- WOW Hits 2011 (2010) - "Healing Hand Of God"
- O Come All Ye Faithful: A Christmas Album (2010) - "O Come All Ye Faithful"
- WOW Best Of 2007 (2010) - "This Man"
- WOW Best Of 2006 (2010) - "Take You Back"
- WOW Best Of 2004 (2010) - "I Still Believe"
- Letters To God: The Original Motion Picture Soundtrack (2010) - "Take A Little Time"
- Guitar Praise HITS Volume One (2010) - "Tonight"
- Worship For The Family: 35 Top Worship Songs (2010) - "Beautiful One"
- Workout & Worship (2009) - "Give You Glory"
- WOW Hits 2010 (2009) - "There Will Be A Day"
- WOW Hits 2009 (2008) - "Let It Fade"
- 50 Worship Anthems (2008) - "Enough"
- WOW Hits 1 (2008) - "Give You Glory"
- Worship Songs That Changed The Church (2008) - "You're Worthy Of My Praise"
- Songs That Changed The Church: Hymns (2008) - "It Is Well (w/ Adie)"
- WOW Essentials: All-Time Favorite Christian Songs (2008) - "Here I Am To Worship"
- Tooth & Nail/BEC 2008 Spring Sampler (CHR) (2008) - "No Matter What It Takes"
- Music From And Inspired By Bridge To Terabithia (2007) - "Right Here"
- WOW Hits 2008 (2007) - "What It Means"
- WOW Hits 2007 (2006) - "This Man"
- X2007 (2006) - "Tonight"
- X2006 (2006) - "Breathe"
- Steven Curtis Chapman Tribute Medley Single (2006) - "Medley"
- WOW Worship (Aqua) (2006) - "Wonderful Maker"
- WOW Hits 2006 (2005) - "Take You Back"
- Music Inspired By The Chronicles of Narnia: The Lion, the Witch and the Wardrobe (2005) - "Open Up Your Eyes"
- X2005 (2005) - "Lay Down My Pride"
- X2004 (2004) - "Stay"
- WOW Hits 2005 (2004) - "Right Here"
- Empty Me (2004) - "Empty Me", "Here I Am To Worship"
- Maranatha! Friends (2004) - "How Great Is Your Love"
- Absolute Worship (2004) - "Empty Me"
- WOW Hits 2004 (2003) - "I Still Believe"

## Versões em Português
- Versão de "My Desire"	por Clamor das Nações:	"Meu Desejo"
- Versão de "Speaking Lauder Than Before" por Kenia Araujo: "Erguer a voz mais alto"
- Versão de "Beautiful One" por André Valadão:	Tão Lindo"
- Versão de "Take you back" por Ronaldo Bezerra: "Te acolherei"
- Versão de "Walk by faith" por Fabiano Alves: "Caminhar por fé"
- Versão de "Hungry" por Mariana Valadão: "Faminto"
- Versão de "Trust in you" por Thiago Hungria: "Confiarei em ti"
- Versão de "You Never Let Go" por Eyshila: "Nunca me deixou"
- Versão de "Overcome" por Joe Vasconcelos: "Rei e Senhor"